# Arnaldo Saccomani
Arnaldo Saccomani (São Paulo, Brasil; 24 de agosto de 1949 - Indaiatuba, Brasil; 27 de agosto de 2020) fue un productor discográfico, multinstrumentista y compositor brasileño.

## Biografía
Él y su hija Thaís Nascimento se encuentran entre los veinte mayores coleccionistas de derechos de autor de Brasil. Desde el comienzo de su carrera, en la década de 1960, produjo álbumes para Tim Maia, Rita Lee, Ronnie Von, Fábio Jr., Mara Maravilha y de las Chiquititas Brasil. Produjo en España un disco del cantante mexicano Luis Miguel. 
También actuó en estaciones de radio, dirigió Antena 1 FM en São Paulo y Jovem Pan II y lanzó muchas emisoras exitosas, como Antonio Viviane y Eduardo Thadeu. 
En la década de 1990, fue uno de los productores encargados de poner en marcha los grupos románticos de pagodas que dominaban la escena musical. En 1992, produjo el álbum homónimo de Domino y coescribió dos canciones, "Me Liga" y el sencillo "Sem Compromisso". En 1995, firmó el contrato del grupo Mamonas Assassinas con el sello que los lanzó. Unos años después, lanzó el Grupo Carrapicho y fue el responsable de traer a Tiririca para firmar su primer contrato con una discográfica en São Paulo.
Arnaldo era conocido a nivel nacional por su papel como juez en los programas de primer año de SBT, siendo los principales Astros, Ídolos y Qual é Seu Talento?, teniendo como última participación en Programa do Ratinho en el cuadro "Dez ou Mil", donde siempre interpretó un característico estilo serio, impredecible y áspero, a menudo de mal humor.

## Fallecimiento
Saccomani falleció el 27 de agosto de 2020 a los 71 años, de Insuficiencia renal a causa de su diabetes en su casa de Indaiatuba, en el interior de San Pablo.

## Discografía

### Créditos de producción
| Artista           | Año  | Álbum                               | Detalles                                              |
| ----------------- | ---- | ----------------------------------- | ----------------------------------------------------- |
| Ronnie Von        | 1967 | Ronnie Von 3                        | Compositor ("Escucha, mi amor")                       |
| Los mutantes      | 1970 | La divina comedia o me voy a medias | Productor                                             |
| dominó            | 1992 | dominó                              | Productor y compositor ("Me Liga", "Sem Compromisso") |
| Placa luminosa    | 1988 | Placa luminosa                      | Productor                                             |
| Placa luminosa    | 1989 | Parece real                         | Compositor ("Ego")                                    |
| Katy Lee          | 1991 | KATIA LEE                           | Productor y compositor                                |
| El travieso       | 2003 | dicho y hecho                       | Compositor ("Bye Bye")                                |
| Pixote            | 2008 | 15 años en vivo                     | Compositor ("Cosas de amor (Fan de Carteirinha)")     |
| Carrusel          | 2012 | Volúmen 1                           | Productor y compositor                                |
| Carrusel          | 2012 | Vol.2                               | Productor y compositor                                |
| Carrusel          | 2013 | Vol.3 - Remixes                     | Productor y compositor                                |
| Chiquititas       | 2013 | Volúmen 1                           | Productor y compositor                                |
| Chiquititas       | 2013 | Vol.2                               | Productor y compositor                                |
| Chiquititas       | 2014 | Remixes                             | Productor y compositor                                |
| Larissa Manoela   | 2014 | Contigo                             | Productor                                             |
| Chiquititas       | 2015 | Vol.3                               | Productor y compositor                                |
| Grupo de ansiedad | 2016 | Lanzamiento                         | Productor                                             |
| Carinha de Anjo   | 2016 | banda sonora                        | Productor                                             |
| Larissa Manoela   | 2019 | Más allá del tiempo                 | Productor                                             |